# Llista de topònims de la Garriga
Llista de topònims (noms propis de lloc) del municipi de la Garriga, al Vallès Oriental
Informació actualitzada per un bot. Els canvis manuals es perdran quan s'actualitzi!

## barri
| imatge | Nom         | Ubicat a   | instància de | Detalls | coordenades                                                                                        | Protecció                   | Commons (més fotos)    | Dades a WD                    |
| ------ | ----------- | ---------- | ------------ | ------- | -------------------------------------------------------------------------------------------------- | --------------------------- | ---------------------- | ----------------------------- |
|        | Can Noguera | la Garriga | barri        |         | 41° 41′ 28″ N, 2° 16′ 58″ E / 41.69114894463747°N,2.2828817367553715°E 244 msnm                    |                             | Can Noguera (nucli)    | Modifica les dades a Wikidata |
|        | Gallicant   | la Garriga | barri        |         | 41° 42′ 49″ N, 2° 16′ 12″ E / 41.713575°N,2.26990556°E ca:Ctra. C-17 / A tocar del Figaró 297 msnm | bé cultural d'interès local | Gallicant (la Garriga) | Modifica les dades a Wikidata |
|        | Querol      | la Garriga | barri        |         | 41° 41′ 52″ N, 2° 17′ 07″ E / 41.697730187538895°N,2.285145521163941°E                             |                             | Querol (la Garriga)    | Modifica les dades a Wikidata |

## carrer
| imatge | Nom                                  | Ubicat a   | instància de | Detalls                       | coordenades                                          | Protecció                                  | Commons (més fotos)                  | Dades a WD                    |
| ------ | ------------------------------------ | ---------- | ------------ | ----------------------------- | ---------------------------------------------------- | ------------------------------------------ | ------------------------------------ | ----------------------------- |
|        | Carrer Centre                        | la Garriga | carrer       | Estil: arquitectura popular   | 41° 41′ 07″ N, 2° 17′ 08″ E / 41.6852°N,2.28545°E    | bé integrant del patrimoni cultural català | Carrer Centre (la Garriga)           | Modifica les dades a Wikidata |
|        | Carrer Negociant                     | la Garriga | carrer       | Estil: arquitectura popular   | 41° 41′ 24″ N, 2° 17′ 16″ E / 41.69006°N,2.2878°E    | bé integrant del patrimoni cultural català | Carrer Negociant (la Garriga)        | Modifica les dades a Wikidata |
|        | conjunt del carrer del Centre, 25-29 | la Garriga | carrer       |                               | 41° 41′ 06″ N, 2° 17′ 07″ E / 41.685042°N,2.285395°E | bé cultural d'interès local                | Conjunt del carrer del Centre, 25-29 | Modifica les dades a Wikidata |
|        | ronda del Carril                     | la Garriga | carrer       | Estil: arquitectura eclèctica | 41° 41′ 03″ N, 2° 17′ 19″ E / 41.68404°N,2.28853°E   | bé integrant del patrimoni cultural català | Ronda del Carril (la Garriga)        | Modifica les dades a Wikidata |

## casa
| imatge | Nom                                         | Ubicat a   | instància de             | Detalls                                                                                                  | coordenades | Protecció                                            | Commons (més fotos)                                  | Dades a WD                    |
| ------ | ------------------------------------------- | ---------- | ------------------------ | --- | --- | ---------------------------------------------------- | ---------------------------------------------------- | ----------------------------- |
|        | Can Clausolles                              | la Garriga | casa                     | Estil: noucentisme                                                                                       | 41° 40′ 53″ N, 2° 17′ 19″ E / 41.68138°N,2.28856°E ca:Ronda del Carril, 78                                        | bé cultural d'interès local                          | Can Clausolles                                       | Modifica les dades a Wikidata |
|        | Can Ferrandis                               | la Garriga | casa                     | Estil: arquitectura popular                                                                              | 41° 41′ 06″ N, 2° 17′ 07″ E / 41.68512°N,2.2854°E ca:Centre, 27                                                   | bé integrant del patrimoni cultural català           | Can Ferrandis (la Garriga)                           | Modifica les dades a Wikidata |
|        | Can Llorens                                 | la Garriga | casa                     | Arquitecte: Manuel Joaquim Raspall i Mayol Estil: arquitectura modernista 20th century                   | 41° 40′ 57″ N, 2° 17′ 15″ E / 41.68247°N,2.28755°E ca:Passeig, 11                                                 | bé cultural d'interès local                          | Casa Llorens (la Garriga)                            | Modifica les dades a Wikidata |
|        | Can Pere Fuster                             | la Garriga | casa                     | Estil: arquitectura popular 16th century                                                                 | 41° 41′ 00″ N, 2° 17′ 09″ E / 41.68337°N,2.28583°E ca:C. Banys, 30                                                | bé cultural d'interès local                          | Can Pere Fuster (la Garriga)                         | Modifica les dades a Wikidata |
|        | Can Raspall                                 | la Garriga | casa                     | Arquitecte: Manuel Joaquim Raspall i Mayol Estil: modernisme català arquitectura modernista              | 41° 40′ 58″ N, 2° 17′ 09″ E / 41.6829°N,2.28589°E                                                                 | bé cultural d'interès local                          | Can Raspall (la Garriga)                             | Modifica les dades a Wikidata |
|        | Can Sala                                    | la Garriga | casa                     | | 41° 40′ 44″ N, 2° 17′ 26″ E / 41.678898°N,2.290499°E 256 msnm                                                     |                                                      | Can Sala (la Garriga)                                | Modifica les dades a Wikidata |
|        | Can Serratacó                               | la Garriga | casa                     | Estil: arquitectura popular                                                                              | 41° 41′ 04″ N, 2° 17′ 08″ E / 41.68455°N,2.28553°E ca:Centre, 3                                                   | bé cultural d'interès local                          | Can Serratacó (la Garriga)                           | Modifica les dades a Wikidata |
|        | Can Surell                                  | la Garriga | casa                     | | 41° 41′ 07″ N, 2° 17′ 07″ E / 41.68525°N,2.28537°E ca:Centre, 33 / Plaça de l'Església                            | bé cultural d'interès local                          | Can Surell (la Garriga)                              | Modifica les dades a Wikidata |
|        | Casa Agustí Furriols                        | la Garriga | casa                     | Arquitecte: Josep Puig i Cadafalch Estil: modernisme català arquitectura modernista                      | 41° 40′ 53″ N, 2° 17′ 23″ E / 41.68135°N,2.28974°E ca:Carrerada, 1-3 - Ronda Carril                               | bé cultural d'interès local                          | Casa Agustí Furriols                                 | Modifica les dades a Wikidata |
|        | Casa Albert Compte                          | la Garriga | casa                     | Arquitecte: Manuel Joaquim Raspall i Mayol Estil: noucentisme 20th century                               | 41° 40′ 57″ N, 2° 17′ 10″ E / 41.68255°N,2.28617°E ca:C. Banys, 49                                                | bé integrant del patrimoni cultural català           | Casa Albert Compte                                   | Modifica les dades a Wikidata |
|        | Casa Alfred Santamaria                      | la Garriga | casa                     | Arquitecte: Lluís Planas i Calvet Estil: arquitectura modernista 20th century                            | 41° 40′ 44″ N, 2° 17′ 17″ E / 41.67878°N,2.28793°E ca:Passeig, 81                                                 | bé cultural d'interès local                          | Casa Alfred Santamaria                               | Modifica les dades a Wikidata |
|        | Casa Balcells                               | la Garriga | casa                     | Estil: noucentisme                                                                                       | 41° 40′ 21″ N, 2° 16′ 33″ E / 41.672544°N,2.275886°E                                                              | bé cultural d'interès local                          |                                                      | Modifica les dades a Wikidata |
|        | Casa Barbey                                 | la Garriga | casa                     | Arquitecte: Manuel Joaquim Raspall i Mayol Estil: modernisme català 20th century                         | 41° 41′ 00″ N, 2° 17′ 13″ E / 41.6833°N,2.28694°E ca:Passeig, 5 250 msnm                                          | bé d'interès cultural bé cultural d'interès nacional | Casa Barbey                                          | Modifica les dades a Wikidata |
|        | Casa Barraquer                              | la Garriga | casa                     | Arquitecte: Manuel Joaquim Raspall i Mayol Estil: modernisme català 1910                                 | 41° 40′ 59″ N, 2° 17′ 16″ E / 41.6831°N,2.28778°E ca:Passeig 7 - Carrer Caselles 250 msnm                         | bé d'interès cultural bé cultural d'interès nacional | Casa Barraquer                                       | Modifica les dades a Wikidata |
|        | Casa Blanca Mitjà de Pallés                 | la Garriga | casa                     | Arquitecte: Raimon Duran i Reynals Estil: noucentisme 20th century                                       | 41° 40′ 58″ N, 2° 17′ 10″ E / 41.68279°N,2.28621°E ca:C. Banys, 45 - c. Caselles                                  | bé cultural d'interès local                          | Casa Blanca Mitjà de Pallés                          | Modifica les dades a Wikidata |
|        | Casa Bruno Cuadros                          | la Garriga | casa                     | Estil: arquitectura eclèctica 19th century                                                               | 41° 41′ 00″ N, 2° 17′ 19″ E / 41.683379°N,2.288487°E ca:Ronda Carril, 56 - Passeig, 2-4 260 msnm                  | bé cultural d'interès local                          | Casa Bruno Cuadros (la Garriga)                      | Modifica les dades a Wikidata |
|        | Casa Carme i Rosa Escayola                  | la Garriga | casa                     | Arquitecte: Francesc Guàrdia i Vial Estil: noucentisme 20th century                                      | 41° 40′ 44″ N, 2° 17′ 18″ E / 41.67896°N,2.28828°E ca:Passeig, 44-46                                              | bé cultural d'interès local                          | Casa Carme i Rosa Escayola                           | Modifica les dades a Wikidata |
|        | Casa Cecília Reig                           | la Garriga | casa                     | Arquitecte: Manuel Joaquim Raspall i Mayol Estil: arquitectura modernista                                | 41° 41′ 09″ N, 2° 17′ 16″ E / 41.68572°N,2.28791°E ca:Carrer Cardedeu, 11                                         | bé cultural d'interès local                          | Casa Cecília Reig Vda. Artés                         | Modifica les dades a Wikidata |
|        | Casa Dolors Ratés                           | la Garriga | casa                     | Estil: arquitectura eclèctica                                                                            | 41° 41′ 08″ N, 2° 17′ 14″ E / 41.68545°N,2.28736°E ca:Passeig dels Til·lers, 29                                   | bé cultural d'interès local                          | Casa Dolors Rates                                    | Modifica les dades a Wikidata |
|        | Casa Domènec Pujadas                        | la Garriga | casa                     | Estil: modernisme català arquitectura modernista                                                         | 41° 40′ 48″ N, 2° 17′ 24″ E / 41.68011°N,2.29011°E                                                                | bé cultural d'interès local                          | Casa Domènech Pujadas                                | Modifica les dades a Wikidata |
|        | Casa Emili Sala Cortès                      | la Garriga | casa                     | Estil: arquitectura eclèctica                                                                            | 41° 40′ 53″ N, 2° 17′ 21″ E / 41.68126°N,2.28921°E ca:Ronda del Carril, 75 / Carrerada, 2                         | bé cultural d'interès local                          | Casa Emili Sala Cortés                               | Modifica les dades a Wikidata |
|        | Casa Enric Pérez                            | la Garriga | casa                     | Arquitecte: Raimon Duran i Reynals Estil: noucentisme 20th century                                       | 41° 41′ 10″ N, 2° 17′ 18″ E / 41.68603°N,2.28823°E ca:Ronda del Carril, 18                                        | bé integrant del patrimoni cultural català           | Casa Enric Pérez (la Garriga)                        | Modifica les dades a Wikidata |
|        | Casa Esteve Fernández                       | la Garriga | casa                     | Estil: racionalisme arquitectònic                                                                        | 41° 39′ 55″ N, 2° 16′ 37″ E / 41.66529°N,2.27691°E Camp d'aviació de Rosanes                                      | bé cultural d'interès local                          | Casa Esteve Fernández (la Garriga)                   | Modifica les dades a Wikidata |
|        | Casa Esteve Font Germà                      | la Garriga | casa                     | Arquitecte: Manuel Joaquim Raspall i Mayol Estil: modernisme català arquitectura modernista              | 41° 40′ 46″ N, 2° 17′ 14″ E / 41.67931°N,2.28723°E ca:Sancho Marraco, 25-27                                       | bé cultural d'interès local                          | Casa Esteve Font Germà                               | Modifica les dades a Wikidata |
|        | Casa Esteve Mayol                           | la Garriga | casa                     | Arquitecte: Manuel Joaquim Raspall i Mayol Estil: noucentisme 20th century                               | 41° 41′ 04″ N, 2° 17′ 04″ E / 41.68435°N,2.28436°E ca:C. Llerona, 7                                               | bé cultural d'interès local                          | Casa Esteve Mayol (la Garriga)                       | Modifica les dades a Wikidata |
|        | Casa Francesc Blancafort                    | la Garriga | casa fornícula           | Arquitecte: Manuel Joaquim Raspall i Mayol Estil: arquitectura modernista                                | 41° 41′ 07″ N, 2° 17′ 08″ E / 41.68538°N,2.28563°E ca:Plaça de l'Església, 5                                      | bé cultural d'interès local                          | Fornícula de Sant Roc de la casa Francesc Blancafort | Modifica les dades a Wikidata |
|        | Casa Fèlix Fages                            | la Garriga | casa                     | Arquitecte: Manuel Joaquim Raspall i Mayol Estil: arquitectura modernista 20th century                   | 41° 40′ 58″ N, 2° 17′ 15″ E / 41.68281°N,2.28759°E ca:Passeig, 9 - Caselles, 4                                    | bé cultural d'interès local                          | Casa Fèlix Fages                                     | Modifica les dades a Wikidata |
|        | Casa Jaume Serra Dachs                      | la Garriga | casa                     | Arquitecte: Manuel Joaquim Raspall i Mayol Estil: modernisme català arquitectura modernista              | 41° 41′ 12″ N, 2° 17′ 13″ E / 41.68671°N,2.28684°E                                                                | bé integrant del patrimoni cultural català           | Casa Jaume Serra Dachs                               | Modifica les dades a Wikidata |
|        | Casa Joan Calls                             | la Garriga | casa                     | Arquitecte: Manuel Joaquim Raspall i Mayol Estil: modernisme català arquitectura modernista              | 41° 41′ 06″ N, 2° 17′ 14″ E / 41.68511°N,2.28721°E ca:Plaça Oliveres, 5                                           | bé integrant del patrimoni cultural català           | Casa Joan Calls (la Garriga)                         | Modifica les dades a Wikidata |
|        | Casa Joan Colom i Capdevila                 | la Garriga | casa                     | Estil: modernisme català                                                                                 | 41° 40′ 49″ N, 2° 17′ 16″ E / 41.68018°N,2.28785°E                                                                | bé cultural d'interès local                          | Casa Joan Colom (1904)                               | Modifica les dades a Wikidata |
|        | Casa Joan Colom i Capdevila 1905            | la Garriga | casa                     | Estil: modernisme català                                                                                 | 41° 40′ 48″ N, 2° 17′ 18″ E / 41.67996°N,2.28822°E                                                                | bé integrant del patrimoni cultural català           | Casa Joan Colom (1905)                               | Modifica les dades a Wikidata |
|        | Casa Joan Grau i Ponsoda                    | la Garriga | casa                     | Estil: arquitectura modernista 20th century                                                              | 41° 40′ 46″ N, 2° 17′ 13″ E / 41.67945°N,2.28707°E ca:C. Sancho Marraco, 32-36 239 msnm                           | bé cultural d'interès local                          | Casa Joan Grau i Ponsoda                             | Modifica les dades a Wikidata |
|        | Casa Josefa Solo Blanch                     | la Garriga | casa                     | Estil: arquitectura eclèctica                                                                            | 41° 41′ 16″ N, 2° 17′ 17″ E / 41.68787°N,2.28819°E ca:Ronda del Carril, 2                                         | bé cultural d'interès local                          | Casa Josefa Solo Blanch (la Garriga)                 | Modifica les dades a Wikidata |
|        | Casa Josep Iglésias                         | la Garriga | casa                     | Arquitecte: Raimon Duran i Reynals Estil: arquitectura popular                                           | 41° 40′ 53″ N, 2° 17′ 14″ E / 41.681257°N,2.287291°E                                                              | bé cultural d'interès local                          | Casa Josep Iglésias (la Garriga)                     | Modifica les dades a Wikidata |
|        | Casa Josep Reig                             | la Garriga | casa                     | Arquitecte: Manuel Joaquim Raspall i Mayol Estil: modernisme català arquitectura modernista 20th century | 41° 40′ 57″ N, 2° 17′ 10″ E / 41.68255°N,2.28604°E ca:C. Banys, 44                                                | bé cultural d'interès local                          | Casa Josep Reig                                      | Modifica les dades a Wikidata |
|        | Casa Josep Sunyol                           | la Garriga | casa                     | Estil: arquitectura eclèctica                                                                            | 41° 40′ 46″ N, 2° 17′ 25″ E / 41.679446°N,2.290317°E ca:Ronda del Carril, 87                                      | bé cultural d'interès local                          | Casa Josep Sunyol (la Garriga)                       | Modifica les dades a Wikidata |
|        | Casa Josep Torra Tenas                      | la Garriga | casa                     | Arquitecte: Raimon Duran i Reynals Estil: noucentisme                                                    | 41° 41′ 05″ N, 2° 17′ 14″ E / 41.68471°N,2.28718°E ca:Samalús, 19                                                 | bé integrant del patrimoni cultural català           | Casa Josep Torra Tenas                               | Modifica les dades a Wikidata |
|        | Casa Lluís Ambrós                           | la Garriga | casa                     | Arquitecte: Manuel Joaquim Raspall i Mayol Estil: arquitectura modernista 20th century                   | 41° 40′ 57″ N, 2° 17′ 10″ E / 41.68259°N,2.28616°E ca:C. Banys, 47                                                | bé cultural d'interès local                          | Casa Lluís Ambrós (la Garriga)                       | Modifica les dades a Wikidata |
|        | Casa Lluís Marín Mir                        | la Garriga | casa                     | Estil: arquitectura popular                                                                              | 41° 41′ 10″ N, 2° 17′ 19″ E / 41.68619°N,2.28873°E                                                                | bé integrant del patrimoni cultural català           | Casa Lluís Marín Mir                                 | Modifica les dades a Wikidata |
|        | Casa Lluís Plandiura                        | la Garriga | casa                     | Arquitecte: Raimon Duran i Reynals Estil: noucentisme                                                    | 41° 41′ 07″ N, 2° 17′ 07″ E / 41.68521°N,2.28538°E ca:Centre, 31                                                  | bé cultural d'interès local                          | Casa Lluís Plandiura                                 | Modifica les dades a Wikidata |
|        | Casa Mañosa                                 | la Garriga | casa                     | Arquitecte: Raimon Duran i Reynals Estil: arquitectura popular                                           | 41° 40′ 53″ N, 2° 17′ 14″ E / 41.681508°N,2.28716°E                                                               | bé cultural d'interès local                          | Casa Mañosa (la Garriga)                             | Modifica les dades a Wikidata |
|        | Casa Mercè Nadal                            | la Garriga | casa                     | Estil: arquitectura eclèctica                                                                            | 41° 41′ 07″ N, 2° 17′ 20″ E / 41.6853°N,2.28883°E ca:Ronda del Carril, 39-43                                      | bé cultural d'interès local                          | Casa Mercè Nadal (la Garriga)                        | Modifica les dades a Wikidata |
|        | Casa Mercè Pasqual                          | la Garriga | casa                     | Estil: arquitectura modernista arquitectura eclèctica 20th century                                       | 41° 41′ 06″ N, 2° 17′ 16″ E / 41.6849°N,2.28788°E ca:Pg. Til·lers, 24 - c. Samalús, 34                            | bé cultural d'interès local                          | Casa Mercè Pascual Vda. Llagostera                   | Modifica les dades a Wikidata |
|        | Casa Mercè Pla Masgrau                      | la Garriga | casa                     | Estil: modernisme català arquitectura modernista                                                         | 41° 41′ 07″ N, 2° 17′ 18″ E / 41.6852°N,2.28836°E ca:Ronda del Carril, 30 / Pg. Til·lers, 37                      | bé cultural d'interès local                          | Casa Mercè Pla Masgrau                               | Modifica les dades a Wikidata |
|        | Casa Narcisa Freixas                        | la Garriga | casa                     | Arquitecte: Manuel Joaquim Raspall i Mayol Estil: modernisme català arquitectura modernista              | 41° 40′ 21″ N, 2° 17′ 19″ E / 41.67249°N,2.28869°E ca:Plaça Narcisa Freixas, 4-5                                  | bé cultural d'interès local                          | Casa Narcisa Freixas                                 | Modifica les dades a Wikidata |
|        | Casa Pere Sellarès                          | la Garriga | casa                     | Arquitecte: Manuel Joaquim Raspall i Mayol Estil: modernisme català arquitectura modernista              | 41° 41′ 13″ N, 2° 17′ 12″ E / 41.68683°N,2.28654°E                                                                | bé cultural d'interès local                          | Casa Pere Sellarès (la Garriga)                      | Modifica les dades a Wikidata |
|        | Casa Pere Serra i Pons                      | la Garriga | casa                     | Arquitecte: Manuel Joaquim Raspall i Mayol Estil: modernisme català arquitectura modernista              | 41° 40′ 42″ N, 2° 17′ 21″ E / 41.67827°N,2.28905°E ca:Guinardó, 2-4                                               | bé cultural d'interès local                          | Casa Pere Serra i Pons                               | Modifica les dades a Wikidata |
|        | Casa Pilar Cabré                            | la Garriga | casa                     | Arquitecte: Manuel Joaquim Raspall i Mayol Estil: noucentisme                                            | 41° 40′ 59″ N, 2° 17′ 09″ E / 41.68303°N,2.28583°E                                                                | bé cultural d'interès local                          | Casa Pilar Cabré Vda. de Galofré                     | Modifica les dades a Wikidata |
|        | Casa Ramona Sallent                         | la Garriga | casa                     | Arquitecte: Manuel Joaquim Raspall i Mayol Estil: noucentisme 20th century                               | 41° 40′ 59″ N, 2° 17′ 09″ E / 41.68319°N,2.2859°E ca:C. Banys, 34                                                 | bé cultural d'interès local                          | Casa Ramona Sallent Vda. Rosselló                    | Modifica les dades a Wikidata |
|        | Casa Ramos                                  | la Garriga | casa                     | Arquitecte: Xavier Turull i Ventosa Estil: noucentisme 20th century                                      | 41° 41′ 01″ N, 2° 17′ 14″ E / 41.68373°N,2.28718°E ca:C. del Figueral, 59                                         | bé cultural d'interès local                          | Casa Ramos (la Garriga)                              | Modifica les dades a Wikidata |
|        | Casa Salvador Piera                         | la Garriga | casa                     | Estil: arquitectura popular                                                                              | 41° 41′ 06″ N, 2° 17′ 16″ E / 41.685°N,2.28775°E ca:Pg. dels Til·lers, 22                                         | bé integrant del patrimoni cultural català           | Casa Salvador Piera                                  | Modifica les dades a Wikidata |
|        | Casa Sebastià Bosch Sala                    | la Garriga | casa                     | Arquitecte: Manuel Joaquim Raspall i Mayol Estil: modernisme català arquitectura modernista              | 41° 40′ 50″ N, 2° 17′ 15″ E / 41.68046°N,2.28755°E                                                                | bé cultural d'interès local                          | Casa Sebastia Bosch (1905)                           | Modifica les dades a Wikidata |
|        | Casa Sebastià Bosch i Sala                  | la Garriga | casa                     | Arquitecte: Manuel Joaquim Raspall i Mayol Estil: modernisme català arquitectura modernista 1912         | 41° 40′ 38″ N, 2° 17′ 17″ E / 41.6773°N,2.28807°E ca:Passeig, 97 / Cast Oliver                                    | bé cultural d'interès local                          | Casa Sebastia Bosch (1912)                           | Modifica les dades a Wikidata |
|        | Cases Joan Colom i Capdevila                | la Garriga | casa                     | Arquitecte: Manuel Joaquim Raspall i Mayol Estil: modernisme català arquitectura modernista              | 41° 40′ 48″ N, 2° 17′ 18″ E / 41.68°N,2.28822°E 41° 40′ 48″ N, 2° 17′ 18″ E / 41.67996°N,2.28822°E ca:Passeig, 38 |                                                      | Cases Joan Colom                                     | Modifica les dades a Wikidata |
|        | Cases Josep M. Martino                      | la Garriga | casa                     | Estil: noucentisme                                                                                       | 41° 40′ 26″ N, 2° 17′ 19″ E / 41.67393°N,2.2887°E ca:Passeig, 90-92-94                                            | bé integrant del patrimoni cultural català           | Cases Josep M. Martino                               | Modifica les dades a Wikidata |
|        | Conjunt de Can Durall                       | la Garriga | casa                     | Estil: arquitectura modernista 20th century                                                              | 41° 40′ 48″ N, 2° 17′ 18″ E / 41.680021°N,2.288225°E ca:Passeig, 38 243 msnm                                      | bé cultural d'interès local                          | Conjunt de Can Durall                                | Modifica les dades a Wikidata |
|        | Torre Iris                                  | la Garriga | casa                     | Arquitecte: Manuel Joaquim Raspall i Mayol Estil: modernisme català 20th century                         | 41° 41′ 01″ N, 2° 17′ 15″ E / 41.683636°N,2.287505°E ca:Passeig, 1 - Carrer Figueral, 50 251 msnm                 | bé d'interès cultural bé cultural d'interès nacional | Torre Iris                                           | Modifica les dades a Wikidata |
|        | Torre Sant Josep                            | la Garriga | casa                     | Arquitecte: Manuel Joaquim Raspall i Mayol Estil: modernisme català arquitectura modernista              | 41° 40′ 51″ N, 2° 17′ 06″ E / 41.68093°N,2.28508°E                                                                | bé cultural d'interès local                          | Jardins i tanca de la Torre Sant Josep (la Garriga)  | Modifica les dades a Wikidata |
|        | Torre Sant Miquel                           | la Garriga | casa                     | Arquitecte: Juli Marial i Tey Marcel·lià Coquillat i Llofriu Estil: arquitectura eclèctica 1886          | 41° 40′ 57″ N, 2° 17′ 21″ E / 41.68252°N,2.28903°E ca:Ronda del Carril, 67                                        | bé cultural d'interès local                          | Torre Sant Miquel (la Garriga)                       | Modifica les dades a Wikidata |
|        | Villa Cristina                              | la Garriga | casa                     | Arquitecte: Manuel Joaquim Raspall i Mayol Estil: modernisme català arquitectura modernista 20th century | 41° 40′ 53″ N, 2° 17′ 16″ E / 41.68129°N,2.28776°E ca:Passeig, 19                                                 | bé integrant del patrimoni cultural català           | Villa Cristina (la Garriga)                          | Modifica les dades a Wikidata |
|        | Villa Trianon                               | la Garriga | casa                     | Arquitecte: Antoni Pons i Domínguez Estil: noucentisme 20th century                                      | 41° 40′ 44″ N, 2° 17′ 16″ E / 41.67895°N,2.28771°E ca:Passeig, 79                                                 | bé integrant del patrimoni cultural català           | Villa Trianon (la Garriga)                           | Modifica les dades a Wikidata |
|        | Vil·la Adauta                               | la Garriga | casa                     | Estil: arquitectura eclèctica                                                                            | 41° 40′ 58″ N, 2° 17′ 21″ E / 41.68273°N,2.28907°E ca:Ronda del Carril, 65                                        | bé cultural d'interès local                          | Vil·la Adauta (la Garriga)                           | Modifica les dades a Wikidata |
|        | Vil·la Conxa                                | la Garriga | casa                     | Arquitecte: Josep Fontserè i Mestre Estil: arquitectura eclèctica                                        | 41° 41′ 12″ N, 2° 17′ 17″ E / 41.68662°N,2.28816°E ca:Ronda del Carril, 12                                        | bé cultural d'interès local                          | Vil·la Conxa (la Garriga)                            | Modifica les dades a Wikidata |
|        | Vil·la Dolors                               | la Garriga | casa                     | Arquitecte: Manuel Joaquim Raspall i Mayol Estil: modernisme català arquitectura modernista              | 41° 40′ 45″ N, 2° 17′ 14″ E / 41.67907°N,2.28725°E ca:Sancho Marraco, 31-33                                       | bé cultural d'interès local                          | Vil·la Dolors (la Garriga)                           | Modifica les dades a Wikidata |
|        | Vil·la Maria                                | la Garriga | casa                     | Arquitecte: Manuel Joaquim Raspall i Mayol Estil: modernisme català arquitectura modernista 20th century | 41° 41′ 11″ N, 2° 17′ 16″ E / 41.68633°N,2.28776°E ca:C. Font del Nen, 1                                          | bé cultural d'interès local                          | Vil·la Maria (la Garriga)                            | Modifica les dades a Wikidata |
|        | casa Caritat i Jardí                        | la Garriga | casa                     | Arquitecte: Manuel Joaquim Raspall i Mayol Estil: noucentisme 20th century                               | 41° 40′ 44″ N, 2° 17′ 24″ E / 41.678888888889°N,2.29°E ca:Ronda Carril, 94 248 msnm                               | bé cultural d'interès local                          | Casa Caritat i Jardí                                 | Modifica les dades a Wikidata |
|        | casa Carner                                 | la Garriga | casa                     | 19th century                                                                                             | 41° 40′ 54″ N, 2° 17′ 19″ E / 41.68176°N,2.288538°E ca:Ronda Carril, 76 250 msnm                                  | bé cultural d'interès local                          | Casa Carner                                          | Modifica les dades a Wikidata |
|        | casa Mayol                                  | la Garriga | casa                     | Arquitecte: Manuel Joaquim Raspall i Mayol Estil: noucentisme 1920                                       | 41° 40′ 59″ N, 2° 17′ 09″ E / 41.683055555556°N,2.2858333333333°E ca:C. dels Banys, 38 282 msnm                   | bé cultural d'interès local                          | Casa Mayol                                           | Modifica les dades a Wikidata |
|        | casa Ramon Reig i Argelagós                 | la Garriga | casa                     | Arquitecte: Manuel Joaquim Raspall i Mayol Estil: modernisme català 1923                                 | 41° 40′ 57″ N, 2° 17′ 10″ E / 41.682518°N,2.286057°E ca:C. dels Banys, 46 240 msnm                                | bé cultural d'interès local                          | Casa Ramon Reig i Argelagós                          | Modifica les dades a Wikidata |
|        | casa del carrer Bonaire, 30                 | la Garriga | casa edifici residencial | Estil: modernisme català 1910                                                                            | 41° 41′ 13″ N, 2° 17′ 16″ E / 41.687042236328125°N,2.287853717803955°E ca:Bonaire, 30                             |                                                      | Casa del carrer Bonaire, 30 (la Garriga)             | Modifica les dades a Wikidata |
|        | habitatges a la plaça de les Oliveres, 5-11 | la Garriga | casa                     | Arquitecte: Manuel Joaquim Raspall i Mayol Estil: arquitectura popular                                   | 41° 41′ 07″ N, 2° 17′ 14″ E / 41.68515°N,2.28713°E                                                                | bé integrant del patrimoni cultural català           | Habitatges a la plaça de les Oliveres, 5-11          | Modifica les dades a Wikidata |
|        | la Bombonera                                | la Garriga | casa                     | Arquitecte: Manuel Joaquim Raspall i Mayol Estil: arquitectura modernista 1910                           | 41° 41′ 00″ N, 2° 17′ 15″ E / 41.6833°N,2.2875°E ca:Passeig, 3 250 msnm                                           | bé d'interès cultural bé cultural d'interès nacional | La Bombonera (la Garriga)                            | Modifica les dades a Wikidata |
|        | torre Enriqueta i portalada                 | la Garriga | casa                     | Arquitecte: Josep Sala i Comas Estil: arquitectura modernista 1907                                       | 41° 41′ 12″ N, 2° 17′ 21″ E / 41.686703°N,2.289135°E ca:Carrer de Can Rosselló d'Amunt, 9,la Garriga 275 msnm     | bé cultural d'interès local                          | Torre Enriqueta i portalada                          | Modifica les dades a Wikidata |

## edifici
| imatge | Nom                                       | Ubicat a   | instància de     | Detalls                                                                          | coordenades                                                                           | Protecció                                  | Commons (més fotos)                       | Dades a WD                    |
| ------ | ----------------------------------------- | ---------- | ---------------- | -------------------------------------------------------------------------------- | ------------------------------------------------------------------------------------- | ------------------------------------------ | ----------------------------------------- | ----------------------------- |
|        | Ampliació de l'Hospital de La Garriga     | la Garriga | edifici          | Estil: noucentisme                                                               | 41° 41′ 04″ N, 2° 17′ 03″ E / 41.68453°N,2.28412°E                                    | bé integrant del patrimoni cultural català | Hospital - ampliació (la Garriga)         | Modifica les dades a Wikidata |
|        | Asil-hospital La Caritat                  | la Garriga | edifici          | Arquitecte: Manuel Joaquim Raspall i Mayol Estil: modernisme català 20th century | 41° 41′ 05″ N, 2° 17′ 03″ E / 41.6847°N,2.28406°E ca:Carrer Llerona, 2                | bé integrant del patrimoni cultural català | Asil-hospital la Caritat                  | Modifica les dades a Wikidata |
|        | Balneari Blancafort                       | la Garriga | edifici balneari | Estil: arquitectura modernista arquitectura eclèctica 20th century               | 41° 40′ 56″ N, 2° 17′ 11″ E / 41.68217°N,2.28646°E ca:Carrer Banys, 59                | bé cultural d'interès local                | Balneari Blancafort                       | Modifica les dades a Wikidata |
|        | Casa Grau al carrer Sancho Marraco        | la Garriga | edifici          |                                                                                  | 41° 40′ 46″ N, 2° 17′ 14″ E / 41.67951°N,2.2871°E                                     | bé cultural d'interès local                |                                           | Modifica les dades a Wikidata |
|        | Casa Neus Galwey                          | la Garriga | edifici          | Estil: arquitectura eclèctica Estat: enderrocat o destruït                       | 41° 41′ 15″ N, 2° 17′ 17″ E / 41.68745°N,2.28812°E                                    |                                            |                                           | Modifica les dades a Wikidata |
|        | Casa Vicenç Llorca                        | la Garriga | edifici          | Estil: arquitectura eclèctica Estat: enderrocat o destruït                       | 41° 41′ 18″ N, 2° 17′ 13″ E / 41.68826°N,2.28691°E                                    |                                            |                                           | Modifica les dades a Wikidata |
|        | Escoles Sant Lluís                        | la Garriga | edifici          | Estil: noucentisme                                                               | 41° 40′ 46″ N, 2° 17′ 22″ E / 41.67951°N,2.28946°E ca:Ronda del Carril, 92            | bé cultural d'interès local                | Escoles Sant Lluís (la Garriga)           | Modifica les dades a Wikidata |
|        | Jardí de la Torre Pedró                   | la Garriga | edifici          | Arquitecte: Manuel Joaquim Raspall i Mayol Estil: arquitectura popular           | 41° 40′ 59″ N, 2° 17′ 24″ E / 41.68301°N,2.28999°E                                    | bé cultural d'interès local                | Jardí de la Torre Pedró                   | Modifica les dades a Wikidata |
|        | Patronat parroquial                       | la Garriga | edifici          | Estil: noucentisme                                                               | 41° 40′ 46″ N, 2° 17′ 19″ E / 41.67936325073242°N,2.288511276245117°E ca:Passeig, 42  |                                            |                                           | Modifica les dades a Wikidata |
|        | Portalada, tanca i jardí de Vil·la Martin | la Garriga | edifici          | Estil: arquitectura modernista 19th century                                      | 41° 40′ 55″ N, 2° 17′ 21″ E / 41.681988°N,2.289051°E ca:Ronda del Carril, 73 260 msnm | bé cultural d'interès local                | Portalada, tanca i jardí de Vil·la Martin | Modifica les dades a Wikidata |
|        | Refugi antiaeri de la Garriga             | la Garriga | edifici          | Estil: arquitectura popular                                                      | 41° 41′ 05″ N, 2° 17′ 21″ E / 41.6846°N,2.28922°E                                     | bé integrant del patrimoni cultural català | Refugi antiaeri de l'Estació (la Garriga) | Modifica les dades a Wikidata |
|        | Safareig municipal                        | la Garriga | edifici          | Estil: noucentisme 20th century                                                  | 41° 40′ 59″ N, 2° 16′ 57″ E / 41.68292°N,2.28247°E ca:Carretera Nova, 50              | bé integrant del patrimoni cultural català | Safareig municipal (la Garriga)           | Modifica les dades a Wikidata |
|        | Torre Josep Escayola                      | la Garriga | edifici          | Estil: noucentisme                                                               | 41° 40′ 47″ N, 2° 17′ 16″ E / 41.67966°N,2.28789°E ca:Passeig, 57 / Vinyals           | bé integrant del patrimoni cultural català |                                           | Modifica les dades a Wikidata |
|        | Vil·la Magda (Casa Joan Romà)             | la Garriga | edifici          | Arquitecte: Josep Sala i Comas Estil: noucentisme 1927                           | 41° 40′ 53″ N, 2° 17′ 15″ E / 41.681504°N,2.287485°E ca:Mina, 14, 08530 La Garriga    |                                            |                                           | Modifica les dades a Wikidata |
|        | casa a la plaça Narcisa Freixas, 2-3      | la Garriga | edifici          | Estil: noucentisme                                                               | 41° 40′ 21″ N, 2° 17′ 19″ E / 41.67256°N,2.28864°E                                    | bé cultural d'interès local                |                                           | Modifica les dades a Wikidata |
|        | el Casino                                 | la Garriga | edifici          | Estil: noucentisme                                                               | 41° 40′ 36″ N, 2° 17′ 17″ E / 41.67656°N,2.28812°E                                    | bé integrant del patrimoni cultural català |                                           | Modifica les dades a Wikidata |

## edifici residencial
| imatge | Nom                     | Ubicat a   | instància de        | Detalls                       | coordenades                                                                                           | Protecció | Commons (més fotos) | Dades a WD                    |
| ------ | ----------------------- | ---------- | ------------------- | ----------------------------- | --- | --------- | ------------------- | ----------------------------- |
|        | Can Sala                | la Garriga | edifici residencial | Estil: arquitectura eclèctica | 41° 41′ 04″ N, 2° 17′ 14″ E / 41.68455123901367°N,2.2871639728546143°E ca:Plaça Josep Mauri Serra, 1  |           |                     | Modifica les dades a Wikidata |
|        | Casa Joan Martí Viñolas | la Garriga | edifici residencial | Estil: modernisme català      | 41° 41′ 03″ N, 2° 17′ 05″ E / 41.68425369262695°N,2.2846879959106445°E ca:Doma, 9 / Sant Francesc, 36 |           |                     | Modifica les dades a Wikidata |
|        | Casa Paulí Puig i Gol   | la Garriga | edifici residencial | Estil: modernisme català      | 41° 40′ 41″ N, 2° 17′ 17″ E / 41.677974700927734°N,2.2879340648651123°E ca:Passeig, 93                |           |                     | Modifica les dades a Wikidata |
|        | Casa Salvador Grau      | la Garriga | edifici residencial | Estil: noucentisme            | 41° 40′ 35″ N, 2° 17′ 17″ E / 41.67633056640625°N,2.2881765365600586°E ca:Passeig, 103                |           |                     | Modifica les dades a Wikidata |
|        | Casa Valentí Dameson    | la Garriga | edifici residencial | Estil: modernisme català      | 41° 40′ 45″ N, 2° 17′ 10″ E / 41.67924499511719°N,2.2862114906311035°E ca:Banys, 138                  |           |                     | Modifica les dades a Wikidata |
|        | Vil·la Antonieta        | la Garriga | edifici residencial | Estil: modernisme català      | 41° 40′ 58″ N, 2° 17′ 03″ E / 41.68265914916992°N,2.284219980239868°E ca:Figueral, 8                  |           |                     | Modifica les dades a Wikidata |

## església
| imatge | Nom                                        | Ubicat a   | instància de     | Detalls                      | coordenades                                                                                          | Protecció                   | Commons (més fotos)                        | Dades a WD                    |
| ------ | ------------------------------------------ | ---------- | ---------------- | ---------------------------- | --- | --------------------------- | ------------------------------------------ | ----------------------------- |
|        | Ermita de Santa Maria del Camí             | la Garriga | església         | Estil: arquitectura romànica | 41° 40′ 16″ N, 2° 17′ 11″ E / 41.671°N,2.28641°E                                                     | bé cultural d'interès local | Santa Maria del Camí (la Garriga)          | Modifica les dades a Wikidata |
|        | Sant Esteve de la Garriga                  | la Garriga | església         | Estil: barroc 17th century   | 41° 41′ 07″ N, 2° 17′ 10″ E / 41.6852°N,2.28618°E ca:Pl. de l'Església                               | bé cultural d'interès local | Sant Esteve de la Garriga                  | Modifica les dades a Wikidata |
|        | Sant Gervasi i Sant Protasi de can Nualard | la Garriga | església capella |                              | 41° 40′ 31″ N, 2° 17′ 15″ E / 41.6751528186828°N,2.28754680108628°E ca:Masia de can Nualart 238 msnm |                             | Sant Gervasi i Sant Protasi de can Nualard | Modifica les dades a Wikidata |
|        | la Doma                                    | la Garriga | església         | Estil: art romànic           | 41° 41′ 10″ N, 2° 16′ 40″ E / 41.6862°N,2.27786°E ca:Av. de Sant Esteve, a l'altra banda de la C-17  | bé cultural d'interès local | Església de la Doma                        | Modifica les dades a Wikidata |

## font
| imatge | Nom                 | Ubicat a   | instància de                   | Detalls                                                                   | coordenades                                                                           | Protecció                   | Commons (més fotos)           | Dades a WD                    |
| ------ | ------------------- | ---------- | ------------------------------ | ------------------------------------------------------------------------- | ------------------------------------------------------------------------------------- | --------------------------- | ----------------------------- | ----------------------------- |
|        | font d'en Raspall   | la Garriga | font estructura arquitectònica | Estil: modernisme català                                                  | 41° 40′ 48″ N, 2° 17′ 17″ E / 41.67999649047851°N,2.2880139350891113°E ca:Passeig, 51 |                             |                               | Modifica les dades a Wikidata |
|        | font de Santa Digna | la Garriga | font                           | Arquitecte: Manuel Joaquim Raspall i Mayol Estil: arquitectura modernista | 41° 41′ 18″ N, 2° 17′ 14″ E / 41.6884°N,2.28713°E ca:Carrer Calàbria, 110             | bé cultural d'interès local | Font pública (la Garriga)     | Modifica les dades a Wikidata |
|        | font de la Teula    | la Garriga | font                           |                                                                           | 41° 42′ 09″ N, 2° 17′ 24″ E / 41.702558°N,2.290069°E                                  |                             | Font de la Teula (la Garriga) | Modifica les dades a Wikidata |

## jaciment arqueològic
| imatge | Nom                          | Ubicat a   | instància de                       | Detalls                           | coordenades                                                                   | Protecció                                            | Commons (més fotos)          | Dades a WD                    |
| ------ | ---------------------------- | ---------- | ---------------------------------- | --------------------------------- | ----------------------------------------------------------------------------- | ---------------------------------------------------- | ---------------------------- | ----------------------------- |
|        | Malhivern / Bòbila d'en Font | la Garriga | jaciment arqueològic               |                                   | 41° 40′ 41″ N, 2° 17′ 43″ E / 41.678172°N,2.295299°E                          | bé integrant del patrimoni cultural català           |                              | Modifica les dades a Wikidata |
|        | Vil·la romana de Can Terrers | la Garriga | jaciment arqueològic vil·la romana | 1st century BCE Superfície: 200m² | 41° 40′ 13″ N, 2° 17′ 17″ E / 41.67027778°N,2.28805556°E ca:Ctra N-152. km 36 | bé d'interès cultural bé cultural d'interès nacional | Vil·la romana de Can Terrers | Modifica les dades a Wikidata |

## masia
| imatge | Nom                  | Ubicat a   | instància de                   | Detalls                                              | coordenades                                                                                      | Protecció                                            | Commons (més fotos)               | Dades a WD                    |
| ------ | -------------------- | ---------- | ------------------------------ | ---------------------------------------------------- | ------------------------------------------------------------------------------------------------ | ---------------------------------------------------- | --------------------------------- | ----------------------------- |
|        | Ca l'Espargaró       | la Garriga | masia                          |                                                      | 41° 40′ 37″ N, 2° 16′ 18″ E / 41.6770535433018°N,2.27177540802987°E                              |                                                      |                                   | Modifica les dades a Wikidata |
|        | Ca n'Illa            | la Garriga | masia                          | Estil: arquitectura popular                          | 41° 40′ 28″ N, 2° 16′ 58″ E / 41.67458°N,2.28275°E ca:Ca n'Illa / Mil·lenari de Catalunya        | bé cultural d'interès local                          | Ca n'Illa                         | Modifica les dades a Wikidata |
|        | Ca n'Oliveró         | la Garriga | masia                          | Estil: arquitectura popular                          | 41° 41′ 55″ N, 2° 17′ 21″ E / 41.69854°N,2.28904°E ca:Camí de Ca n'Oliveró                       | bé cultural d'interès local                          | Ca n'Oliveró (la Garriga)         | Modifica les dades a Wikidata |
|        | Cal Borbó            | la Garriga | masia                          |                                                      | 41° 40′ 33″ N, 2° 16′ 30″ E / 41.6759035138733°N,2.27508016498961°E                              |                                                      |                                   | Modifica les dades a Wikidata |
|        | Cal Rectoret         | la Garriga | masia                          |                                                      | 41° 40′ 02″ N, 2° 16′ 33″ E / 41.667202°N,2.275817°E 232 msnm                                    |                                                      | Cal Rectoret (la Garriga)         | Modifica les dades a Wikidata |
|        | Can Boget            | la Garriga | masia                          |                                                      | 41° 41′ 11″ N, 2° 16′ 38″ E / 41.6864010196712°N,2.27718525704342°E 273 msnm                     |                                                      | Can Boget                         | Modifica les dades a Wikidata |
|        | Can Borrell          | la Garriga | masia                          |                                                      | 41° 41′ 46″ N, 2° 16′ 59″ E / 41.696244°N,2.283124°E 254 msnm                                    |                                                      | Can Borrell (la Garriga)          | Modifica les dades a Wikidata |
|        | Can Borrell d'Amunt  | la Garriga | masia                          |                                                      | 41° 41′ 48″ N, 2° 16′ 51″ E / 41.696593034653°N,2.28085672039656°E 267 msnm                      |                                                      | Can Borrell d'Amunt               | Modifica les dades a Wikidata |
|        | Can Busquets         | la Garriga | masia                          | Estil: arquitectura popular                          | 41° 40′ 30″ N, 2° 16′ 09″ E / 41.67492°N,2.26924°E                                               | bé cultural d'interès local                          | Can Busquets (la Garriga)         | Modifica les dades a Wikidata |
|        | Can Figueres         | la Garriga | masia                          |                                                      | 41° 40′ 39″ N, 2° 17′ 33″ E / 41.6774708194124°N,2.29243501878966°E                              |                                                      |                                   | Modifica les dades a Wikidata |
|        | Can Fournier         | la Garriga | masia casa edifici residencial | Estil: arquitectura eclèctica                        | 41° 41′ 18″ N, 2° 17′ 19″ E / 41.6882438659668°N,2.2887020111083984°E ca:Torrent de la Cova, s/n |                                                      | Can Fournier                      | Modifica les dades a Wikidata |
|        | Can Jacob            | la Garriga | masia                          |                                                      | 41° 41′ 46″ N, 2° 17′ 07″ E / 41.6959894243369°N,2.28516573943724°E 252 msnm                     |                                                      | Can Jacob (la Garriga)            | Modifica les dades a Wikidata |
|        | Can Mas              | la Garriga | masia                          |                                                      | 41° 42′ 51″ N, 2° 16′ 31″ E / 41.714200404262°N,2.2752186411143°E                                |                                                      | Can Mas (la Garriga)              | Modifica les dades a Wikidata |
|        | Can Met Sidro        | la Garriga | masia                          |                                                      | 41° 40′ 37″ N, 2° 16′ 45″ E / 41.676812440038°N,2.27925084151364°E                               |                                                      |                                   | Modifica les dades a Wikidata |
|        | Can Nualart          | la Garriga | masia                          | Estil: arquitectura popular                          | 41° 40′ 31″ N, 2° 17′ 15″ E / 41.6754°N,2.28757°E ca:Passeig, 117                                | bé cultural d'interès local                          | Can Nualart                       | Modifica les dades a Wikidata |
|        | Can Palau            | la Garriga | masia                          |                                                      | 41° 42′ 15″ N, 2° 17′ 00″ E / 41.7041390013047°N,2.2834288611742°E                               |                                                      | Can Palau (la Garriga)            | Modifica les dades a Wikidata |
|        | Can Perera de Pimar  | la Garriga | masia                          |                                                      | 41° 41′ 07″ N, 2° 15′ 23″ E / 41.685303°N,2.256285°E                                             | bé cultural d'interès local                          |                                   | Modifica les dades a Wikidata |
|        | Can Queló            | la Garriga | masia                          |                                                      | 41° 40′ 59″ N, 2° 16′ 58″ E / 41.68310546875°N,2.2827630043029785°E ca:Plaça Jaume Oliveres      |                                                      |                                   | Modifica les dades a Wikidata |
|        | Can Queralt          | la Garriga | masia                          |                                                      | 41° 41′ 30″ N, 2° 17′ 14″ E / 41.6916340589681°N,2.28726883062349°E ca:Negociant 250 msnm        |                                                      | Can Queralt (la Garriga)          | Modifica les dades a Wikidata |
|        | Can Roig             | la Garriga | masia                          |                                                      | 41° 41′ 47″ N, 2° 17′ 11″ E / 41.6965101109568°N,2.28633770636472°E 257 msnm                     |                                                      | Can Roig (la Garriga)             | Modifica les dades a Wikidata |
|        | Can Terrés           | la Garriga | masia                          | Estil: arquitectura popular                          | 41° 40′ 18″ N, 2° 17′ 12″ E / 41.67164°N,2.28656°E                                               | bé cultural d'interès local                          | Can Terrés                        | Modifica les dades a Wikidata |
|        | Can Torra de la Riba | la Garriga | masia                          | Estil: arquitectura popular                          | 41° 41′ 43″ N, 2° 17′ 18″ E / 41.6952°N,2.28823°E                                                | bé cultural d'interès local                          | Can Torra de la Riba              | Modifica les dades a Wikidata |
|        | Rosanes              | la Garriga | masia casa forta               | Estil: arquitectura gòtica                           | 41° 39′ 47″ N, 2° 16′ 53″ E / 41.6631°N,2.28139°E 212 msnm                                       | bé d'interès cultural bé cultural d'interès nacional | Rosanes                           | Modifica les dades a Wikidata |
|        | Torre de Bon Retir   | la Garriga | masia                          |                                                      | 41° 42′ 00″ N, 2° 16′ 56″ E / 41.699870784698°N,2.28216625244308°E                               |                                                      | Torre de Bon Retir                | Modifica les dades a Wikidata |
|        | Torre dels Milions   | la Garriga | masia                          |                                                      | 41° 41′ 14″ N, 2° 17′ 25″ E / 41.6872025663551°N,2.29017754041042°E                              |                                                      |                                   | Modifica les dades a Wikidata |
|        | can Noguera          | la Garriga | masia                          | Estil: gòtic tardà arquitectura popular 14th century | 41° 41′ 34″ N, 2° 16′ 56″ E / 41.69273°N,2.2822°E ca:C. Martí l'Humà, 61 250 msnm                | bé cultural d'interès local                          | Can Noguera (la Garriga)          | Modifica les dades a Wikidata |
|        | can Poi del Bosc 15  | la Garriga | masia                          | Estil: arquitectura popular 13rd century             | 41° 41′ 02″ N, 2° 17′ 46″ E / 41.683827°N,2.296222°E ca:Carrer de Can Poi del Bosc, 15 321 msnm  | bé integrant del patrimoni cultural català           | Can Poi del Bosc 15 (la Garriga)  | Modifica les dades a Wikidata |
|        | can Poi del Bosc, 13 | la Garriga | masia                          | 12nd century                                         | 41° 41′ 03″ N, 2° 17′ 45″ E / 41.68406°N,2.295757°E ca:Carrer de can Poi del Bosc, 13 321 msnm   | bé cultural d'interès local                          | Can Poi del Bosc, 13              | Modifica les dades a Wikidata |
|        | can Rosselló d'Amunt | la Garriga | masia                          | Estil: arquitectura popular 15th century             | 41° 41′ 11″ N, 2° 17′ 22″ E / 41.68627°N,2.28934°E ca:C. Rosselló d'Amunt, 6 271 msnm            | bé cultural d'interès local                          | Can Rosselló d'Amunt (la Garriga) | Modifica les dades a Wikidata |
|        | can Vilanova         | la Garriga | masia                          | Estil: gòtic tardà arquitectura popular 15th century | 41° 41′ 11″ N, 2° 17′ 27″ E / 41.68637°N,2.29096°E ca:Pg. Vilanova, 31 286 msnm                  | bé cultural d'interès local                          | Can Vilanova (la Garriga)         | Modifica les dades a Wikidata |
|        | el Cogul             | la Garriga | masia                          |                                                      | 41° 41′ 01″ N, 2° 15′ 45″ E / 41.6836239802712°N,2.26255770017905°E                              |                                                      |                                   | Modifica les dades a Wikidata |
|        | la Peçola            | la Garriga | masia                          |                                                      | 41° 42′ 31″ N, 2° 17′ 03″ E / 41.7086377765934°N,2.28411212003584°E                              |                                                      |                                   | Modifica les dades a Wikidata |

## molí d'aigua
| imatge | Nom                 | Ubicat a   | instància de | Detalls | coordenades                                                                         | Protecció                   | Commons (més fotos) | Dades a WD                    |
| ------ | ------------------- | ---------- | ------------ | ------- | ----------------------------------------------------------------------------------- | --------------------------- | ------------------- | ----------------------------- |
|        | Molí de Blancafort  | la Garriga | molí d'aigua |         | 41° 41′ 59″ N, 2° 17′ 00″ E / 41.69977°N,2.28346°E ca:Crtra. C-17. Km 31,3 262 msnm | bé cultural d'interès local | Moli de Blancafort  | Modifica les dades a Wikidata |
|        | Molí de Can Terrers | la Garriga | molí d'aigua |         | 41° 40′ 20″ N, 2° 17′ 16″ E / 41.672191174579°N,2.2878197236926°E ca:N-152 km 35,7  |                             | Molí de Can Terrers | Modifica les dades a Wikidata |

## muntanya
| imatge | Nom                    | Ubicat a                      | instància de | Detalls | coordenades                                                         | Protecció | Commons (més fotos)                 | Dades a WD                    |
| ------ | ---------------------- | ----------------------------- | ------------ | ------- | ------------------------------------------------------------------- | --------- | ----------------------------------- | ----------------------------- |
|        | Turó de Sant Cristòfol | el Figaró-Montmany la Garriga | muntanya     |         | 41° 42′ 53″ N, 2° 17′ 58″ E / 41.71482°N,2.299538°E 673 msnm        |           | Turó de Sant Cristòfol (la Garriga) | Modifica les dades a Wikidata |
|        | Turó dels Tremolencs   | la Garriga el Figaró-Montmany | muntanya     |         | 41° 41′ 48″ N, 2° 15′ 36″ E / 41.696725°N,2.259939°E 560.2 msnm     |           | Turó dels Tremolencs                | Modifica les dades a Wikidata |
|        | la Muntanyeta          | la Garriga                    | muntanya     |         | 41° 41′ 27″ N, 2° 17′ 29″ E / 41.69086111°N,2.29138889°E 352.9 msnm |           |                                     | Modifica les dades a Wikidata |

## nucli de població
| imatge | Nom              | Ubicat a   | instància de                   | Detalls | coordenades                                                       | Protecció | Commons (més fotos) | Dades a WD                    |
| ------ | ---------------- | ---------- | ------------------------------ | ------- | ----------------------------------------------------------------- | --------- | ------------------- | ----------------------------- |
|        | Can Poi del Bosc | la Garriga | nucli de població urbanització |         | 41° 41′ 05″ N, 2° 17′ 58″ E / 41.684628469863°N,2.2995813368741°E |           |                     | Modifica les dades a Wikidata |
|        | els Tremolencs   | la Garriga | nucli de població urbanització |         | 41° 41′ 52″ N, 2° 16′ 32″ E / 41.697894°N,2.275608°E              |           | Els Tremolencs      | Modifica les dades a Wikidata |

## polígon industrial
| imatge | Nom                              | Ubicat a   | instància de       | Detalls | coordenades                                                         | Protecció | Commons (més fotos) | Dades a WD                    |
| ------ | -------------------------------- | ---------- | ------------------ | ------- | ------------------------------------------------------------------- | --------- | ------------------- | ----------------------------- |
|        | Polígon industrial Ca n'Illa     | la Garriga | polígon industrial |         | 41° 40′ 27″ N, 2° 16′ 56″ E / 41.674155112349°N,2.28209165189151°E  |           |                     | Modifica les dades a Wikidata |
|        | Polígon industrial Can Met Sidro | la Garriga | polígon industrial |         | 41° 40′ 32″ N, 2° 16′ 48″ E / 41.6756639792293°N,2.27996045533529°E |           |                     | Modifica les dades a Wikidata |
|        | Polígon industrial Can Terrers   | la Garriga | polígon industrial |         | 41° 40′ 14″ N, 2° 16′ 58″ E / 41.6706371056387°N,2.28269534648952°E |           |                     | Modifica les dades a Wikidata |
|        | Polígon industrial Congost       | la Garriga | polígon industrial |         | 41° 40′ 11″ N, 2° 16′ 43″ E / 41.6698011120352°N,2.27864433130496°E |           |                     | Modifica les dades a Wikidata |

## pont
| imatge | Nom                 | Ubicat a   | instància de | Detalls                                            | coordenades                                                         | Protecció | Commons (més fotos) | Dades a WD                    |
| ------ | ------------------- | ---------- | ------------ | -------------------------------------------------- | ------------------------------------------------------------------- | --------- | ------------------- | ----------------------------- |
|        | Pont de Can Mas     | la Garriga | pont         | Travessa: Congost Hi passa: línia Barcelona-Ripoll | 41° 42′ 45″ N, 2° 16′ 24″ E / 41.7124247691722°N,2.27327556348915°E |           | Pont de Can Mas     | Modifica les dades a Wikidata |
|        | Pont de Can Palau   | la Garriga | pont         | Travessa: Congost Hi passa: línia Barcelona-Ripoll | 41° 42′ 13″ N, 2° 17′ 05″ E / 41.7035440307606°N,2.28479361316917°E |           |                     | Modifica les dades a Wikidata |
|        | pont de Can Jacob   | la Garriga | pont         | Travessa: Congost                                  | 41° 41′ 45″ N, 2° 17′ 05″ E / 41.695772°N,2.284663°E 251 msnm       |           | Pont de Can Jacob   | Modifica les dades a Wikidata |
|        | pont de Can Noguera | la Garriga | pont         | Travessa: Congost                                  | 41° 41′ 19″ N, 2° 17′ 04″ E / 41.688613°N,2.284577°E 241 msnm       |           | Pont de Can Noguera | Modifica les dades a Wikidata |

## Misc
| imatge | Nom                                                         | Ubicat a                                     | instància de                                                                   | Detalls                                                                      | coordenades                                                                                               | Protecció                                  | Commons (més fotos)                                                      | Dades a WD                    |
| ------ | ----------------------------------------------------------- | -------------------------------------------- | ------------------------------------------------------------------------------ | ---------------------------------------------------------------------------- | --- | ------------------------------------------ | ------------------------------------------------------------------------ | ----------------------------- |
|        | Camp d'aviació de Rosanes                                   | la Garriga                                   | aeròdrom Ús: museu aeronàutic aviació ultralleugera                            | Estil: racionalisme arquitectònic 1937                                       | 41° 39′ 47″ N, 2° 16′ 48″ E / 41.662926°N,2.279899°E ca:Paratge de Rosanes                                | bé cultural d'interès local                | Camp d'aviació de Rosanes                                                | Modifica les dades a Wikidata |
|        | Congost                                                     | província de Barcelona Osona Vallès Oriental | curs d'aigua àrea protegida Pla d'Espais d'Interès Natural                     | Travessa: Osona Vallès Oriental Desemboca: Besòs Llarg: 41km Conca: 358.4km² | 41° 32′ 47″ N, 2° 15′ 05″ E / 41.546525°N,2.251326°E 41° 50′ 34″ N, 2° 10′ 58″ E / 41.842662°N,2.182677°E |                                            | Congost River                                                            | Modifica les dades a Wikidata |
|        | Conjunt del barri de Gallicant                              | la Garriga                                   | conjunt d'edificis barri                                                       |                                                                              | 41° 42′ 48″ N, 2° 16′ 10″ E / 41.713269°N,2.269456°E                                                      | bé cultural d'interès local                | Gallicant (la Garriga)                                                   | Modifica les dades a Wikidata |
|        | Els Tremolencs                                              | la Garriga                                   | vèrtex geodèsic                                                                | Alt: 1.2m                                                                    | 41° 41′ 48″ N, 2° 15′ 36″ E / 41.696715°N,2.259979°E 560.047 msnm                                         |                                            |                                                                          | Modifica les dades a Wikidata |
|        | Escultura mòbil                                             | la Garriga                                   | obra escultòrica                                                               |                                                                              | 41° 41′ 02″ N, 2° 17′ 16″ E / 41.68377304077149°N,2.2876811027526855°E ca:Plaça del Silenci               |                                            |                                                                          | Modifica les dades a Wikidata |
|        | Estació de la Garriga                                       | la Garriga                                   | estació de ferrocarril                                                         | Estil: arquitectura eclèctica                                                | 41° 41′ 05″ N, 2° 17′ 20″ E / 41.684583333333336°N,2.2888055555555553°E ca:Ronda del Carril, 47           |                                            | La Garriga train station                                                 | Modifica les dades a Wikidata |
|        | Finestra conopial de l'habitatge a la plaça Santa Isabel, 1 | la Garriga                                   | element arquitectònic                                                          |                                                                              | 41° 40′ 58″ N, 2° 17′ 09″ E / 41.682911°N,2.285873°E ca:Pl. Santa Isabel, 1 241 msnm                      | bé integrant del patrimoni cultural català | Finestra conopial de l'habitatge a la plaça Santa Isabel, 1 (la Garriga) | Modifica les dades a Wikidata |
|        | Forn de Ca l'Oliveró                                        | la Garriga                                   | forn estructura arquitectònica                                                 |                                                                              | 41° 41′ 54″ N, 2° 17′ 25″ E / 41.69834518432617°N,2.290235996246338°E ca:Paratge de Ca l'Oliveró          |                                            |                                                                          | Modifica les dades a Wikidata |
|        | Fàbrica de Can Luna                                         | la Garriga                                   | edifici industrial                                                             |                                                                              | 41° 41′ 10″ N, 2° 17′ 00″ E / 41.68622589111328°N,2.283231019973755°E ca:Ctra. Nova                       |                                            |                                                                          | Modifica les dades a Wikidata |
|        | PR-C 33                                                     | la Garriga el Figaró-Montmany                | sender de petit recorregut                                                     | Llarg: 30.09km                                                               | 41° 41′ 03″ N, 2° 16′ 58″ E / 41.684056°N,2.282688°E                                                      |                                            |                                                                          | Modifica les dades a Wikidata |
|        | Panteó de Maria Esturgó                                     | la Garriga                                   | mausoleu                                                                       | Arquitecte: Manuel Joaquim Raspall i Mayol Estil: arquitectura modernista    | 41° 41′ 09″ N, 2° 16′ 41″ E / 41.68577°N,2.27797°E ca:Cementiri de la Doma                                | bé cultural d'interès local                | Panteó de Maria Esturgó                                                  | Modifica les dades a Wikidata |
|        | Ponts del ferrocarril de Can Palau i de Gallicant           | la Garriga                                   | pont ferroviari                                                                | Estil: arquitectura del ferro                                                | 41° 42′ 13″ N, 2° 17′ 06″ E / 41.703588°N,2.284867°E                                                      | bé cultural d'interès local                | Ponts del ferrocarril de Can Palau i de Gallicant                        | Modifica les dades a Wikidata |
|        | Rentador del rec Monar                                      | la Garriga                                   | safareig                                                                       |                                                                              | 41° 41′ 50″ N, 2° 17′ 07″ E / 41.697193°N,2.285274°E Querol 256 msnm                                      |                                            | Rentador del rec Monar                                                   | Modifica les dades a Wikidata |
|        | casa consistorial de la Garriga                             | la Garriga                                   | casa consistorial                                                              |                                                                              | 41° 41′ 06″ N, 2° 17′ 09″ E / 41.6849917°N,2.2857243°E 247 msnm                                           |                                            | Casa de la Vila de la Garriga                                            | Modifica les dades a Wikidata |
|        | cementiri de la Garriga                                     | la Garriga                                   | cementiri                                                                      |                                                                              | 41° 41′ 09″ N, 2° 16′ 38″ E / 41.6857980413335°N,2.277264100277°E                                         |                                            |                                                                          | Modifica les dades a Wikidata |
|        | els Pinetons                                                | la Garriga                                   | parc                                                                           |                                                                              | 41° 41′ 39″ N, 2° 17′ 03″ E / 41.6941551325342°N,2.28422467079532°E                                       |                                            | Els Pinetons (la Garriga)                                                | Modifica les dades a Wikidata |
|        | finestra conopial de Can Queralt                            | la Garriga                                   | finestra                                                                       |                                                                              | 41° 41′ 30″ N, 2° 17′ 16″ E / 41.691765°N,2.287779°E ca:C. del Negociant                                  | bé integrant del patrimoni cultural català | Finestra conopial de Can Queralt                                         | Modifica les dades a Wikidata |
|        | la Garriga                                                  | la Garriga                                   | entitat singular de població capital municipal ens local històric de Catalunya | 17277 hab                                                                    | 41° 41′ 09″ N, 2° 17′ 12″ E / 41.68581739°N,2.28657941°E 250 msnm                                         |                                            |                                                                          | Modifica les dades a Wikidata |
|        | pou Calent                                                  | la Garriga                                   | pou                                                                            |                                                                              | 41° 41′ 01″ N, 2° 17′ 10″ E / 41.683487°N,2.286013°E ca:Carrer dels Banys, 29, la Garriga 243 msnm        | bé cultural d'interès local                | Pou Calent                                                               | Modifica les dades a Wikidata |
|        | rec Monar                                                   | la Garriga                                   | séquia                                                                         |                                                                              | 41° 41′ 48″ N, 2° 17′ 08″ E / 41.69675686294479°N,2.2855103015899663°E                                    |                                            | Rec Monar (la Garriga)                                                   | Modifica les dades a Wikidata |
|        | retaule del Roser de la Doma                                | la Garriga                                   | retaule                                                                        | Creador: No/unknown value Estil: Renaixement 1580s Ample: 2.6m Alt: 4.3m     | la Doma                                                                                                   |                                            | Retaule del Roser (la Doma, La Garriga)                                  | Modifica les dades a Wikidata |